# Associazione Calcio Como 1963-1964
Questa pagina raccoglie le informazioni riguardanti l'Associazione Calcio Como nelle competizioni ufficiali della stagione 1963-1964.

## Rosa
| N. |                   | Ruolo | Calciatore              |
| -- | ----------------- | ----- | ----------------------- |
|    | Italia (bandiera) | P     | Ademaro Breviglieri     |
|    | Italia (bandiera) | P     | Diego Porta             |
|    | Italia (bandiera) | D     | Bruno Ballarini         |
|    | Italia (bandiera) | D     | Enrico Boriani          |
|    | Italia (bandiera) | D     | Mario Calosi            |
|    | Italia (bandiera) | D     | Pier Giacomo Cassinadri |
|    | Italia (bandiera) | D     | Guglielmo Piscina       |
|    | Italia (bandiera) | D     | Adamo Puccini           |
|    | Italia (bandiera) | C     | Angelo Bonatti          |
|    | Italia (bandiera) | C     | Franco Cioni            |
|    | Italia (bandiera) | C     | Emilio Codecasa         |
|    | Italia (bandiera) | C     | Piero Comisso           |

| N. |                   | Ruolo | Calciatore          |
| -- | ----------------- | ----- | ------------------- |
|    | Italia (bandiera) | C     | Giovanni Invernizzi |
|    | Italia (bandiera) | C     | Emiliano Mascetti   |
|    | Italia (bandiera) | C     | Settimo Pestrin     |
|    | Italia (bandiera) | C     | Alberto Sironi      |
|    | Italia (bandiera) | A     | Carlo Bacci         |
|    | Italia (bandiera) | A     | Alberto Benini      |
|    | Italia (bandiera) | A     | Roberto Boido       |
|    | Italia (bandiera) | A     | Romano Giacomucci   |
|    | Italia (bandiera) | A     | Renzo Merlo         |
|    | Italia (bandiera) | A     | Luigi Morelli       |
|    | Italia (bandiera) | A     | Giovanni Pologna    |
|    | Italia (bandiera) | A     | Enrico Rota         |